# André Compan
André Compan (* 1922; † 16. Dezember 2010 in Beaulieu-sur-Mer) war ein französischer Romanist und Okzitanist.

## Leben und Werk
Compan war zuerst Gymnasiallehrer in Cannes und Nizza. Auf der Basis der Loi Deixonne von 1951 engagierte er sich in der Lehre der Regionalsprache  des Nissart. Er promovierte 1969 an der (1965 gegründeten) Universität Nizza mit der Thèse d’Université (Hrsg.) La crounica nissarda de Jean Badat (1516-1567), avec introduction, notes, commentaires et glossaire und legte 1969 an der Universität Aix-Marseille die Thèse Évolution démographique et humaine du Haut-Comté de Nice sous la Restauration sarde 1814-1847 vor. Er habilitierte sich 1975 in Paris mit der Thèse Étude d'anthroponymie provençale. Les noms de personne dans le comté de Nice aux XIIIe, XIVe et XVe siècles (Lille/Paris 1976, Nice 2004) und wurde Professor in Nizza. Er war Majoral des Félibrige. 2008 erhielt er den 48. Grand Prix littéraire de Provence (Teil: Provenzalische Sprache).

## Weitere Werke
- (Hrsg.) Les OEuvres de [Rosalinde-Joseph] Rancher [1785-1843]. La Nemaïda, La Mouostra raubada, Lou Fablié nissart, Nîmes 1954 (Publications spéciales de la Revue des Langues Romanes)
- Grammaire niçoise, Nice 1965 (Vorwort von Charles Rostaing)
- Glossaire raisonné de la langue niçoise, Nice 1967, 1982 (Vorwort von Robert Davril)
- La Cigale du souvenir. Eloge du majoral Frédéric Mistral neveu, 1893-1968, Toulon 1970
- (Hrsg.) Anthologie de la littérature niçoise, Toulon 1971
- Histoire de Nice et de son comté, 2 Bde., Toulon 1973, 1978, 1982
- Escarchadura. Pouema, Toulon 1975
- (Hrsg.) Le Comté de Nice, Paris 1980
- Étude sur l'origine des noms des communes dans les Alpes-Maritimes, Nice 1982, 1995
- Illustration du nissart et du provençal, Berre-l’Etang 1990 (Aufsatzsammlung)
- (mit anderen) Alpes-maritimes, Paris 1993